# Kongealbatros
Kongealbatros (latin: Diomedea epomophora) er en newzealandsk stormfugl, der lever på den sydlige halvkugle.